# Antonio Maria Abbatini
Antonio Maria Abbatini (okolo roku 1600? Tiferno, dnes Città di Castello – 1677 nebo 1679? tamtéž) byl italský hudební skladatel, pedagog a teoretik

## Život
Abbatini byl žákem svého strýce Lorenza Abbatiniho, který byl kapelníkem v katedrále svého rodného města. Jeho dalším učitelem byl patrně Giovanni Bernardino Nanino. Po smrti svého strýce krátce převzal jeho místo v katedrále. Poté vstoupil do Papežského semináře v Římě (Pontificio Seminario Romano Maggiore), kde byl později jmenován kapelníkem. Od roku 1627 působil Abbatini jako maestro di cappella v Lateránské bazilice v Římě. V roce 1629 se vrátil do svého rodného města. V roce 1632 získal místo kapelníka v katedrále v Orvietu (Cattedrale di Santa Maria Assunta). Od roku 1635 do roku 1640 opět působil ve svém rodném městě. Od roku 1640 byl kapelníkem v bazilice Santa Maria Maggiore. V letech 1646–1649 byl dirigentem v bazilice sv. Vavřice v Damasu. Vrátil se do Říma a opět působil v katedrále Santa Maria Maggiore až do roku 1677. V tomto roce se opět vrátil do Tiferna, kde pak byl kapelníkem až do své smrti.

## Dílo
Komponoval chrámovou hudbu i opery. Je považován za jednoho z hlavních představitelů vrcholného barokního monumentálního stylu. Jeho "commedia per musica" Dal male il bene z roku 1654, položila základy pro vývoj komické opery, který vyvrcholil v 18. století stylem opera buffa. Vedle svých hudebních děl napsal několik hudebních učebnic: Discorsi o lezioni accademiche (1663-1668).

### Opery
- Il pianto di Rodomonte, dramatický madrigal (Orvieto 1633)
- Dal male il bene, commedia per musica (1653 Řím)
- Ione, opera (1664 nebo 1666 Vídeň)
- La comica del cielo ò vero la Baltasara, commedia musicale (1668 Řím, Palazzo Rospigliosi)

### Chrámová hudba
- Missa sexdecim vocibus concinenda, (Řím 1627)
- Il terzo libro di sacre canzoni, 2-6 hlasů (Orvieto 1634)
- Il quinto libro di sacre canzoni, 2-5 hlasů (1638)
- Il sesto libro di sacre canzoni, 2-5 hlasů (1653)
- Antifone a dodici bassi e dodici tenori (1677)

### Světská hudba
- In che da il cercar, aria
- Amante dubioso, sonet (1662)
- Ahi, di man de la ragione, kantáta